# 3-hidroksipimeloil-KoA dehidrogenaza
3-hidroksipimeloil-KoA dehidrogenaza (EC 1.1.1.259, dehidrogenaza 3-hidroksipimeloil-KoA) je enzim sa sistematskim imenom 3-hidroksipimeloil-KoA:NAD+ oksidoreduktaza. Ovaj enzim katalizuje sledeću hemijsku reakciju
3-hidroksipimeloil--KoA + NAD+ {\displaystyle \rightleftharpoons } 3-oksopimeloil-KoA + NADH + H+
3-Hidroksipimeloil-KoA dehidrogenaza učestvuje u anaerobnom putu razgradnje benzoata kod bakterija.

## Literatura
- Nicholas C. Price; Lewis Stevens (1999). Fundamentals of Enzymology: The Cell and Molecular Biology of Catalytic Proteins (Third изд.). USA: Oxford University Press. ISBN 019850229X.
- Eric J. Toone (2006). Advances in Enzymology and Related Areas of Molecular Biology, Protein Evolution (Volume 75 изд.). Wiley-Interscience. ISBN 0471205036.
- Branden C; Tooze J. Introduction to Protein Structure. New York, NY: Garland Publishing. ISBN 0-8153-2305-0.
- Irwin H. Segel. Enzyme Kinetics: Behavior and Analysis of Rapid Equilibrium and Steady-State Enzyme Systems (Book 44 изд.). Wiley Classics Library. ISBN 0471303097.

## Spoljašnje veze
- 3-hydroxypimeloyl-CoA+dehydrogenase на 